# نزهه (ساز)
نُزهَه سازی است که شکل آن مربع است و زوایای آن قائمه است آن را از چوب سرخ بید باید تراشید یا شاه‌چوب و شمشاد از همه بهتر باشد همچنین چوب سرو نیز در ساختن آن ممکن است بکار برده شود. اوتار نزهه از چهار نوع باشد، مثلت، مثنی، بم و اوتار که از شبه کشیده‌باشد. بعد از چنگ هیچ سازی خوش‌تر از نزهه نیست. ۱۰۸ وتر (رشته) دارد. قانون یک نیمه نزهه است چنان‌که نزهه مرکب از دو قانون است و شکل قانون نیز هم مربع است اما متساوی الاضلاع نیست و آن را از چوب زردآلو سازند.